# East Farnham
East Farnham è un comune del Canada, situato nella provincia del Québec, nella regione di Montérégie.